# Gerrardanthus grandiflorus
Gerrardanthus grandiflorus är en gurkväxtart som beskrevs av Ernest Friedrich Gilg och Célestin Alfred Cogniaux. Gerrardanthus grandiflorus ingår i släktet Gerrardanthus och familjen gurkväxter. Inga underarter finns listade i Catalogue of Life.